# Tours du Broel

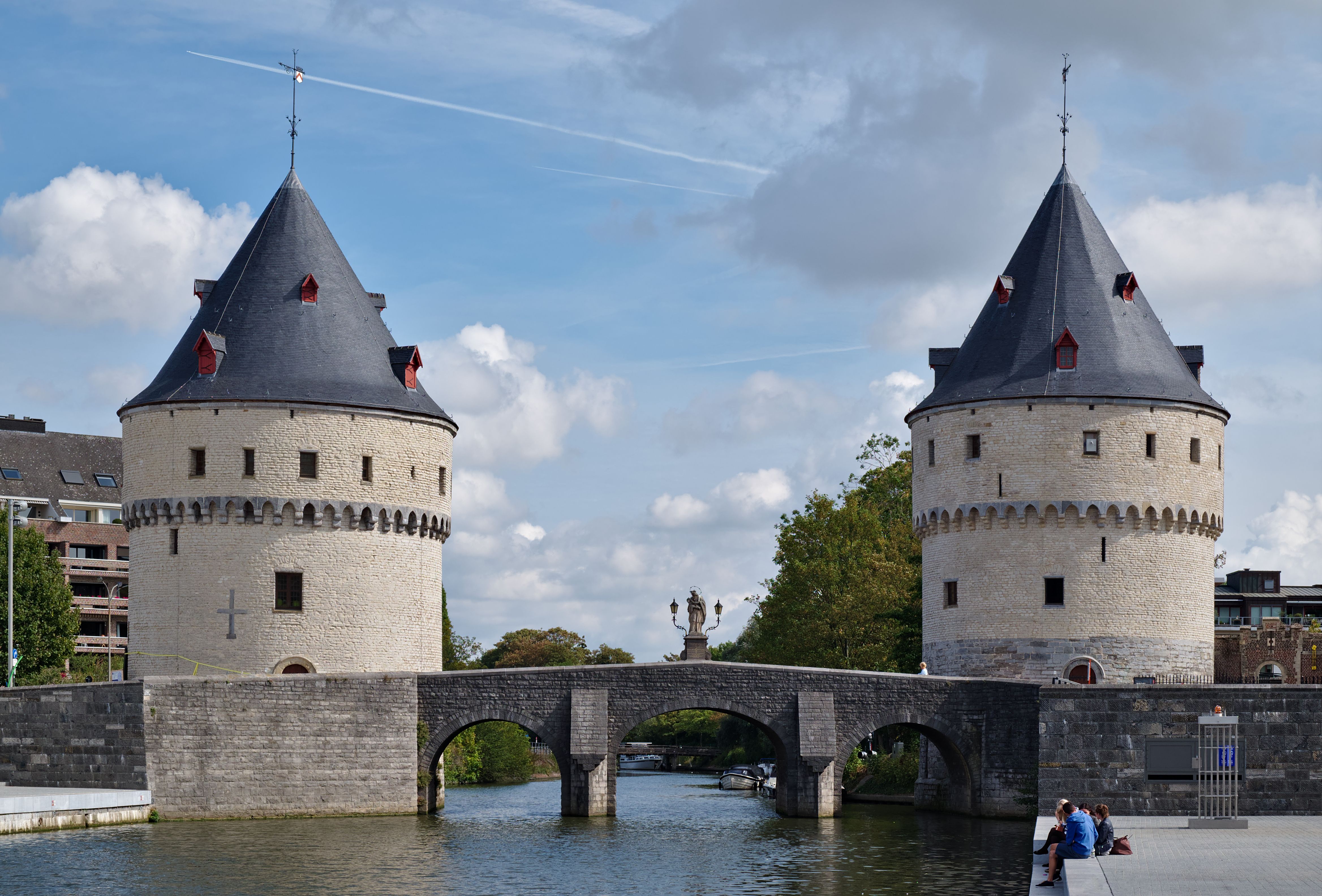
Les tours du Broel.

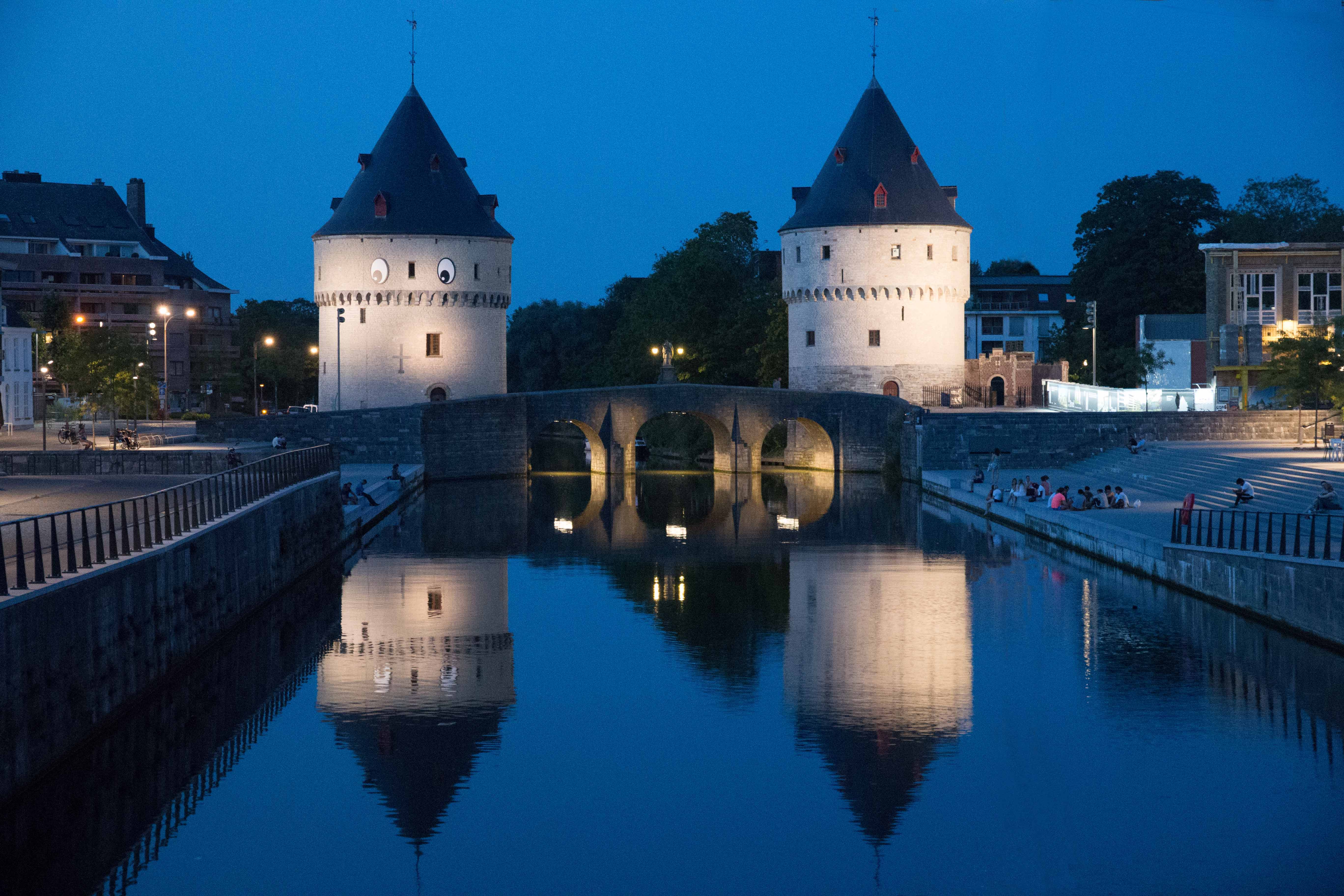
Les tours du Broel de nuit.

Situées à Courtrai en Belgique, les tours du Broel (en néerlandais: Broeltorens) sont les derniers vestiges de l'architecture militaire médiévale de la ville. Les tours sont un des symboles les plus importants de la ville.

## Histoire

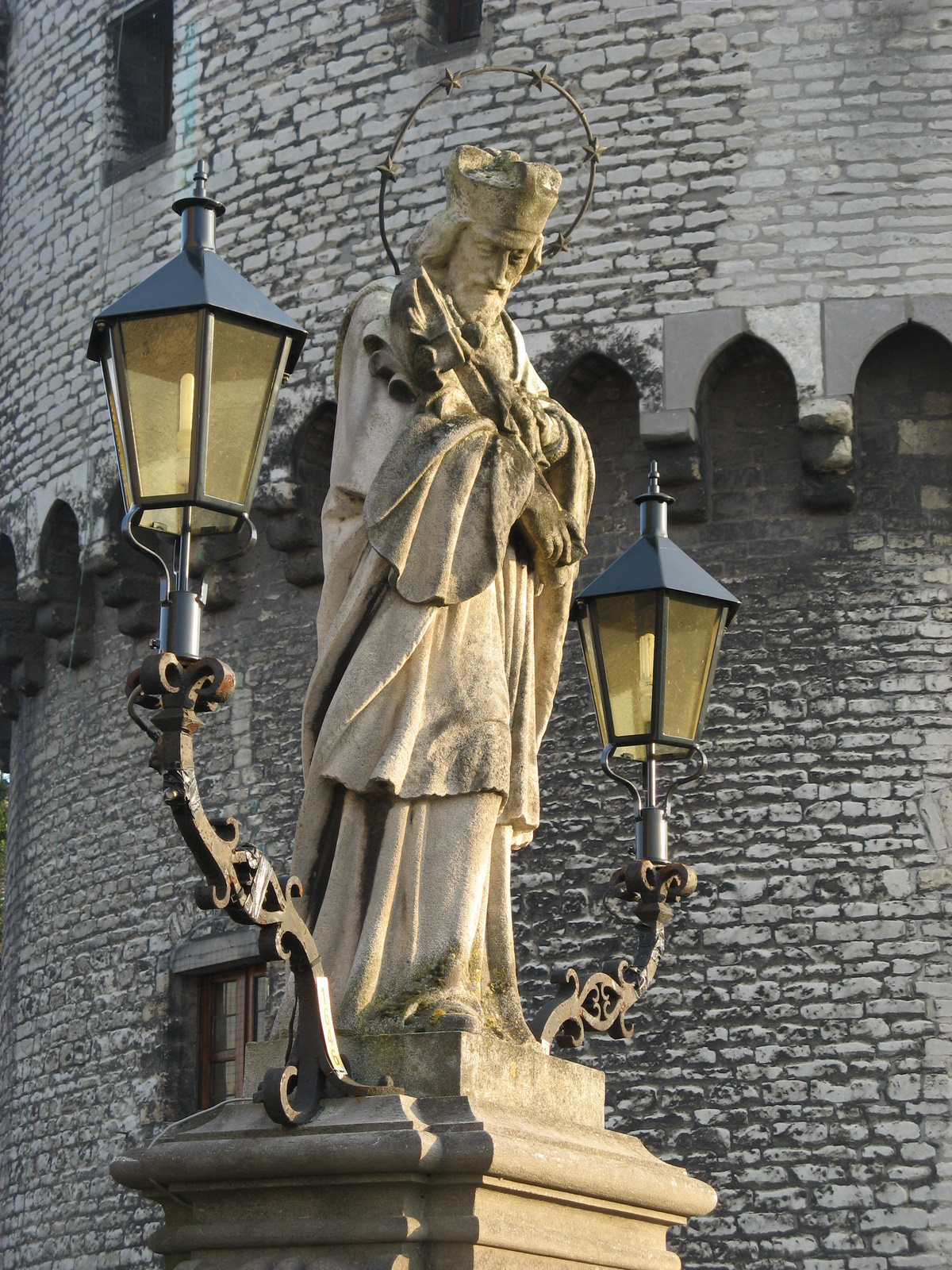
Statue de Jean Népomucène.

Les deux tours sont des vestiges de la fortification médiévale de la ville qui fut détruite pendant plusieurs guerres. Elles sont reliées par un pont enjambant la Lys, qui dut être reconstruit après chacune des guerres mondiales. 
La plus vieille tour, la tour sud, (dite Speyentoren) fut construite en 1385 pour contrôler le pont sur la Lys et faisait partie du château des comtes de Flandre.
La deuxième tour, la tour nord, (dite Inghelburgtoren) date du XVe siècle (1415) et fut érigée pour assurer une défense d’artillerie rudimentaire. Voilà pourquoi on appelle cette tour aussi l'Armorietorre.
Le pont du Broel est orné d'une statue de Jean Népomucène, le patron des noyés.
L'enceinte médiévale fut démolie par Louis XIV en 1684, puis durant le XVIIIe siècle, et enfin durant les deux Guerres mondiales.